# Noah Pallas
Noah Pallas (Helsinki, 9 febbraio 2001) è un calciatore finlandese, difensore del Vålerenga e della nazionale finlandese.

## Biografia
È fratello gemello del calciatore Emil Pallas

## Carriera

### Club
Pallas è cresciuto calcisticamente nel KäPa, con cui ha debuttato in Kakkonen nella stagione 2019. Nel 2020 è passato al Pallohonka, seconda squadra dell'Honka, dove ha trascorso altre due stagioni in terza divisione.
Il 2 dicembre 2021 è stato acquistato a titolo definitivo dall'AC Oulu. Ha debuttato in Veikkausliiga il 24 aprile successivo contro l'IFK Mariehamn.

### Nazionale
Il 4 gennaio 2023 ha ricevuto la prima convocazione da parte della nazionale finlandese in sostituzione dell'infortunato Tuomas Ollila. Ha debuttato otto giorni più tardi nell'amichevole contro la Lituania.

## Statistiche

### Presenze e reti nei club
Statistiche aggiornate al 23 giugno 2023.
| Stagione        | Squadra         | Campionato      | Campionato | Campionato | Coppe nazionali | Coppe nazionali | Coppe nazionali | Coppe continentali | Coppe continentali | Coppe continentali | Altre coppe | Altre coppe | Altre coppe | Totale | Totale |
| Stagione        | Squadra         | Comp            | Pres       | Reti       | Comp            | Pres            | Reti            | Comp               | Pres               | Reti               | Comp        | Pres        | Reti        | Pres   | Reti   |
| --------------- | --------------- | --------------- | ---------- | ---------- | --------------- | --------------- | --------------- | ------------------ | ------------------ | ------------------ | ----------- | ----------- | ----------- | ------ | ------ |
| 2019            | KäPa            | KA              | 15         | 0          | CF              | 0               | 0               |                    | -                  | -                  |             | -           | -           | 15     | 0      |
| 2020            | Pallohonka      | KA              | 11         | 1          | CF              | 0               | 0               |                    | -                  | -                  | KC          | 3           | 1           | 14     | 2      |
| 2021            | Pallohonka      | KA              | 20         | 1          | CF              | 0               | 0               |                    | -                  | -                  |             | -           | -           | 20     | 1      |
| Totale Honka    | Totale Honka    | Totale Honka    | 31         | 2          |                 | 0               | 0               |                    | -                  | -                  |             | 3           | 1           | 34     | 3      |
| 2022            | AC Oulu         | VL              | 23         | 1          | CF+CdL          | 4+2             | 0+1             |                    | -                  | -                  |             | -           | -           | 29     | 2      |
| 2023            | AC Oulu         | VL              | 12         | 0          | CF+CdL          | 2+7             | 0               |                    | -                  | -                  |             | -           | -           | 21     | 0      |
| Totale Oulu     | Totale Oulu     | Totale Oulu     | 35         | 1          |                 | 15              | 1               |                    | -                  | -                  |             | -           | -           | 50     | 2      |
| Totale carriera | Totale carriera | Totale carriera | 81         | 3          |                 | 15              | 1               |                    | -                  | -                  |             | 3           | 1           | 99     | 5      |

### Cronologia presenze e reti in nazionale
| Cronologia completa delle presenze e delle reti in nazionale ― Finlandia | Cronologia completa delle presenze e delle reti in nazionale ― Finlandia | Cronologia completa delle presenze e delle reti in nazionale ― Finlandia | Cronologia completa delle presenze e delle reti in nazionale ― Finlandia | Cronologia completa delle presenze e delle reti in nazionale ― Finlandia | Cronologia completa delle presenze e delle reti in nazionale ― Finlandia | Cronologia completa delle presenze e delle reti in nazionale ― Finlandia | Cronologia completa delle presenze e delle reti in nazionale ― Finlandia |
| Data                                                                     | Città                                                                    | In casa                                                                  | Risultato                                                                | Ospiti                                                                   | Competizione                                                             | Reti                                                                     | Note                                                                     |
| ------------------------------------------------------------------------ | ------------------------------------------------------------------------ | ------------------------------------------------------------------------ | ------------------------------------------------------------------------ | ------------------------------------------------------------------------ | ------------------------------------------------------------------------ | ------------------------------------------------------------------------ | ------------------------------------------------------------------------ |
| 12-1-2023                                                                | Albufeira                                                                | Finlandia                                                                | 0 – 1                                                                    | Estonia                                                                  | Amichevole                                                               | -                                                                        |                                                                          |
| 19-6-2023                                                                | Helsinki                                                                 | Finlandia                                                                | 6 – 0                                                                    | San Marino                                                               | Qual. Euro 2024                                                          | -                                                                        | 46’                                                                      |
| 17-11-2023                                                               | Helsinki                                                                 | Finlandia                                                                | 4 – 0                                                                    | Irlanda del Nord                                                         | Qual. Euro 2024                                                          | -                                                                        | 83’                                                                      |
| Totale                                                                   |                                                                          | Presenze                                                                 | 3                                                                        |                                                                          | Reti                                                                     | 0                                                                        |                                                                          |